# Гяру
Gal, или гяру (яп. ギャル, японская транскрипция gal с искажённого английского слова girl — «девушка») — термин, который означает как популярную среди девушек японскую субкультуру, пик которой пришёлся на 1990-е годы, так и соответствующий образ жизни.
Нынешние гяру, как и их разновидности когяру и гангуро, имеют прозвища «оя о накасэру» (яп. 親を泣かせる, «заставляющие родителей плакать») и «дараку дзёгакусэй» (яп. 堕落女学生, «дегенеративные школьницы») за нарушение традиционных для японок табу и увлечение западными ценностями. Девиз когяру — Биба дзибун! (яп. ビバ自分, «Да здравствую я!»). Они выделяются легкомысленным поведением, позитивным мышлением, любовью к яркой модной одежде, особыми представлениями об идеалах красоты. К субкультуре гяру могут принадлежать и мужчины, так называемые «гяруо». С самого своего появления гяру стали частью японской уличной моды.

## История
Субкультура гяру — не первая попытка японских девушек отстоять свою независимость и жить вопреки традиционным японским взглядам на женщину. Уже в 1920-х годах появился пласт молодых женщин, следующих западной моде, слушающих джаз и игнорирующих традиционные японские правила поведения для женщин. Однако из-за реалий того времени к 1930-м годам эти веяния сошли на нет. В дальнейшем был ещё ряд модных течений среди молодых японских девушек в конце 1960-х, но это не пошло дальше эпизодических тенденций. Обычно считается, что проследить точную дату появления гяру невозможно, и некоторые авторы говорят, что «гяру просто появились из ниоткуда».

### Предыстория
Распространена версия, что название субкультуры происходит от рекламного слогана 1970-х годов марки джинсов «GALS» — «Я не могу жить без мужчин», являвшегося частью маркетинговой компании. В реальности этот термин появился в Японии ещё в конце 1920-х, в период Сёва и уже тогда использовался в качестве пейоратива и обозначал молодую легкомысленную, жизнерадостную, открытую девушку — противоположность традиционной Ямато-надэсико.
Рост популярности гяру в 1970-е годы был связан с появлением первого гяру-журнала Popteen, ставшего культовым среди японок того времени и учившего их быть сексуальными. В дальнейшем появилось множество гяру-изданий, таких как Street Jam и Happie, причём большинство их создателей пришло из порноиндустрии. В 80-х годах XX века многие гяру пополнили ряды так называемых «Yankiis». Это были когяру, исключённые из школ за отказ от ношения традиционной школьной формы в стремлении продемонстрировать взрослым свою независимость. Гяру посещали район Сибуя, где их всегда могли найти фотографы модных журналов.
В 1980-х годах подобные издания завоёвывают всё бо́льшую популярность, а их статьи становятся всё более непристойными и пропагандирующими потребительский образ жизни. Некоторые из журналов даже включали в номера описания подросткового секса. В отличие от своих конкурентов, обладающих намного более солидным бюджетом и целевой аудиторией, подобные журналы сделали ставку на подростков, желающих приобщиться к американской и европейской жизни. Это привело к тому, что уже в 1984 году термин «Gal» прочно стал восприниматься как название девушек, ведущих беспорядочную половую жизнь, и, соответственно, тогда этот термин имел резкую негативную коннотацию. С другой стороны, японские мужские журналы ускорили популяризацию «гяру», освещая ночную жизнь Токио и используя это слово для определения молодых и раскрепощённых звёзд ТВ-шоу того времени.

### Формирование
В начале 1990-х набирает популярность молодая J-pop певица Намиэ Амуро. Она положила начало многим популярным элементам моды будущих гяру: например, многие девушки копировали её стиль «мини-юбка + сапоги» и проводили много времени в солярии, чтобы получить такой же загар, как у неё. В 2009 году она была названа «иконой моды Японии номер 1» по версии журнала Tsutaya Online, причём в голосовании она обошла свою главную соперницу по музыкальному жанру — Аюми Хамасаки. Её поклонников или просто девушек, следующих стилю, прозвали «амураа». Именно в это время термин gal начинает активно распространяться и становится модным словом, им стали называть молодых девушек, делавших развлечения, секс и дорогую брендовую одежду главными жизненными ценностями. Одновременно с этим гяру-мода популяризируется за океаном, и внешний вид когяру становится популярным эротическим фетишем.
В это время и начинается пристальное внимание прессы к сформировавшейся тогда новой субкультуре. Первоначально СМИ воспринимали гяру как часть множества «молодых офисных девушек», любящих красивую жизнь, а потом и девушек, танцующих на дискотеках в туфлях на большой платформе и носящих обтягивающую одежду. Всё меняется в 1993 году, когда журналист Кадзума Яманэ написал очерк под названием «Структура галс», где данное слово трактовалось как название субкультуры молодых женщин, одержимых утрированным материализмом и идеализирующих ночную жизнь состоятельных людей.
Именно в это время появляются первые когяру. Точное происхождение данного названия не известно, но некоторые исследователи субкультуры говорят, что, по слухам, это слово возникло из жаргона вышибал — так называли девочек-подростков, которых вышибалы выкидывали из модных клубов, в которые те пытались проникнуть, чтобы взглянуть на ночную жизнь взрослых девушек. Несмотря на некоторую отдалённость когяру от первых гяру, именно первые впоследствии смогли сформировать основной костяк движения. Популяризация гяру поначалу происходила благодаря мужским журналам, которые, проявляя интерес к женской моде, описывали когяру в ряде статей о ночной и сексуальной жизни знаменитостей. Именно в этой среде термин когяру и вошёл в общее употребление. Так, в одном из выпусков издания SPA! в 1993 году вышла статья под названием «Искушение когяру» (яп. コギャルの誘惑 когяру но ю:ваку), в которой автор рассказывает о своём сексуальном интересе к когяру, которых он называл «маленькие сёстры 14—18 лет». Подхваченная другими изданиями, к концу 1993 года эта тема стала одной из главных в мужских журналах Японии того времени. Вместе с этим издание Takarajima публикует 24 марта статью о покупке сексуальных услуг у школьниц с расценками, повествуя о всеобщем падении нравов у японской молодёжи.
В то же время когяру прославились на всю Японию из-за освещения в СМИ практики «эндзё-косай» («оплачиваемые свидания»), что фактически позволило журналистам сделать слово «гяру» синонимом проститутки. Документальный фильм Baunsu KO gaurusu, снятый в 1997 году Масато Харадой, описывает когяру и гяру как молодых девушек, идущих на занятие проституцией ради модных вещей и дорогих аксессуаров. Не только сами когяру, но и многие японские девушки стали объектами для подозрений и критики за «неподобающее поведение». Высказывались мнения, что основная причина подобной проблемы — растущий в Японии материализм, приводящий к разрушению моральных и традиционных устоев у девушек, а также превращающий их в плохих матерей. Несмотря на почти полное неприятие эндзё-косай японским обществом, были часты случаи привлечения к ответственности школьных учителей, монахов, руководителей крупных компаний и даже чиновников за пользования подобными услугами.
Подобная шумиха в прессе только спровоцировала рост подобных случаев, по иронии судьбы, чем больше девушек узнавало о эндзё-косай, тем больше школьниц стекались на улицы Сибуи с подобными предложениями. По оценкам зарубежных изданий, среди которых NY Times, количество девушек, пытавшихся продать себя, росло в геометрической прогрессии, так, в 1984 году за подобную практику было задержано 12,2 % школьниц, а в 1996 уже до 34 %. По словам некоторых социологов, свидания за деньги даже превратились в один из определяющих факторов эпохи, не в последнюю очередь из-за экономического кризиса 1990-х годов в стране. Всё это было воспринято японским обществом по-разному, с одной стороны, консерваторы и моралисты считали эндзё-косай символом материализма и падения нравов японской молодёжи, а с другой, либеральные феминистки трактовали данную практику как возможность женщин управлять своим положением в мужском обществе. Мнения о причинах популярности явления были разные, так, социолог Синдзи Миядай называл корнем явления дискриминацию женщин в стране и воспитание у них потребительского отношения к жизни, вследствие чего у них рождалось желание манипулировать мужчинами ради денег, а Рю Мураками видел в этом бунт, который должен был символизировать призыв к принятию мер по отношению к подобному падению нравов в обществе.
Таким образом, к середине 1990-х японские мужские журналы становятся одержимы школьницами и когяру в частности. Молодые когяру описывались как «дикие и сексуальные», а большинство изданий выходило с загорелыми гяру на обложках. В то же время внутри самого общества гяру те девушки, которые занимались эндзё-косай, считались одинокими аутсайдерами. Однако подобные реалии стали известны лишь через 15—20 лет практики и шумихи вокруг неё. Всё это создавало образу гяру мешающие стереотипы и приводило к постоянному давлению общества на девушек. Так, бывшая когяру в интервью 2009 года для сайта Tokyo Damage Report рассказывала о следующем:
Часто к нам подходили пожилые мужчины и спрашивали — сколько стоит секс с вами? Некоторые вообще сразу начинали торги, без каких-либо вопросов. Во всём этом виноваты СМИ, они создавали у людей мысль, что мы падшие женщины. Светлые волосы и свободные носки — и окружающие воспринимали вас подростком-проституткой.
В итоге противостояние СМИ и взрослых с одной стороны и гяру с другой привело к изменениям в субкультуре. К примеру, это развило у гяру грубую и мужиковатую манеру речи с незнакомцами, призванную быстро и решительно отшивать домогающихся мужчин. Таким образом гяру как бы уходили внутрь субкультуры, будучи «милыми» для своих, но злыми и страшными для окружающих.

### Наше время

Умеренные гяруо на обложке журнала Men’s Egg

Всё это привело к тому, что в конце 1990-х — начале 2000-х район Сибуя был заполнен когяру, которые покупали одежду в универмаге 109 и читали журнал Egg. Хотя шумиха вокруг эндзё-косай всё ещё существовала, гяру постепенно входили в мейнстрим и становились идеалом молодёжи, желавшей быть модной и роскошно жить. Гяру уже почти прочно вошли в японское общество, но в начале 2000-х мода этой субкультуры сделала резкий поворот, создав гангуро. Это был раскол в субкультуре, который был замечен ещё в 1997 году, когда журналист Хиронобу Баба выпустил книгу «Стиль Сибуи против стиля Каматы». Новые гяру представляли собой выходцев из менее благополучных районов Токио, таких как линия Камата в токийском районе Ота, или даже других городов, вроде Кавасаки. В отличие от обычных гяру, новые девушки превращали себя практически в мулаток с помощью сильного загара, при этом сочетая помаду ярких цветов и традиционные волосы серебряного или других ярких цветов. В своей книге автор высказал мнение, что это, по сути, было противостояние девушек из обеспеченных семей, ведущих беспечную жизнь, и дочерей простых рабочих, которые всеми силами пытались подражать первым.
У родителей гангуро уже не было таких денег, и они стали добавлять к моде субкультуры более дешёвые и простые вещи, чем обычно. В это же время когяру начинает распространяться дальше Сибуи, проникая в такие районы, как Синдзюку и Икэбуро, а субкультура девушек-хулиганок янкии, из которых когда-то появились первые гяру, была окончательно поглощена последними. Испытывая, с одной стороны, влияние этих девушек, а с другой стороны — гангуро, образ гяру начал претерпевать сильные изменения. С подачи Намиэ Амуро стали массово популярны сапоги на внушительной подошве, что иногда приводило к опасным ситуациям: так, одна гяру разбила свою машину из-за того, что её каблуки застряли в педалях. Далее сам термин когяру умирает, превращаясь в современный гяру, и этим термином начинают называть уже всех девушек, следующих данной моде. В середине 2000-х на фоне происходящих изменений в субкультуре появляются так называемые гяруо — молодые люди, которые создали мужской вариант моды гяру ради достижения успеха у девушек гяру. Это привело к широкой популяризации метросексуальности среди японских мужчин и даже значительному влиянию женской моды на мужскую. Ведущий гитарист альтернативной рок-группы ViViD Рэно впоследствии отмечал, что в его классе все настолько были увлечены гяру и янкии, что, в конце концов, и он сам стал гяруо, делая сильный загар и крася волосы в серебряный цвет, несмотря на увлечения рок-музыкой и футболом.
Такая сильная экстремализация молодёжной моды вызвала много обсуждений в то время. Одной из причин таких изменений называли бум «популяции» гяру, из-за чего им просто становилось всё сложнее и сложнее выделяться, что и вызвало волну подобного радикализма. С другой стороны, образ когяру был основан во многом на желании привлечь сверстников противоположного пола, и соответственно, молодые девушки, не имея должного опыта, просто гиперболизировали стандартный имидж гяру. Но были и противоположные подходы, поскольку сексуальный вид гяру привлекал множество взрослых мужчин с предложениями секса за деньги, многие гяру просто сменили образ сексуальных девушек на «шокирующих ведьм», что, по существу, сработало и практически решило одну из главных проблем гяру.
Постепенно мода гяру получает всё более сильное разветвление на стили. К примеру, в 2003—2004 годах появляется термин «арубака». Так, согласно словарю японского молодёжного сленга, называют «глуповатых девушек, которые полностью одеты в одежду бренда „ALBA ROSA“». Популярность этого бренда так сильно возросла среди гяру, просто молодых девушек и даже парней, что СМИ называли это эпидемией. Пережив бум в 2007 году, движение немного уменьшило темп, в то же время оно начало набирать популярность в Китае. Теперь акцент сместился с RnB-исполнителей на традиционные европейские идеалы красоты XVII—XX веков.
Г-жа Ямамото является химэ-гяру (яп. 姫ギャル) или девушкой-принцессой, она часть нового поколения японских девушек, которые стремятся выглядеть как члены королевских семей старой Европы в версии XXI века. Они боготворят Марию Антуанетту и Пэрис Хилтон, их кукольную внешность и жизнь принцесс. Они говорят мягким, живым голосом и закупаются в модных бутиках, которые носят вычурные имена, подобно Jesus Diamante, чьё помещение похоже на спальню в европейском шато. Всего на «костюм» химэ гяру уходит приблизительно 1000 $.
В некоторой мере это можно объяснить влиянием моды лолит на гяру, в чём журналисты видят объявление «перемирия» между конфликтующими ранее субкультурами, когда появление гяру в районе Харадзюку, а лолиты в районе Сибуя выглядело странным.

## Внешний вид

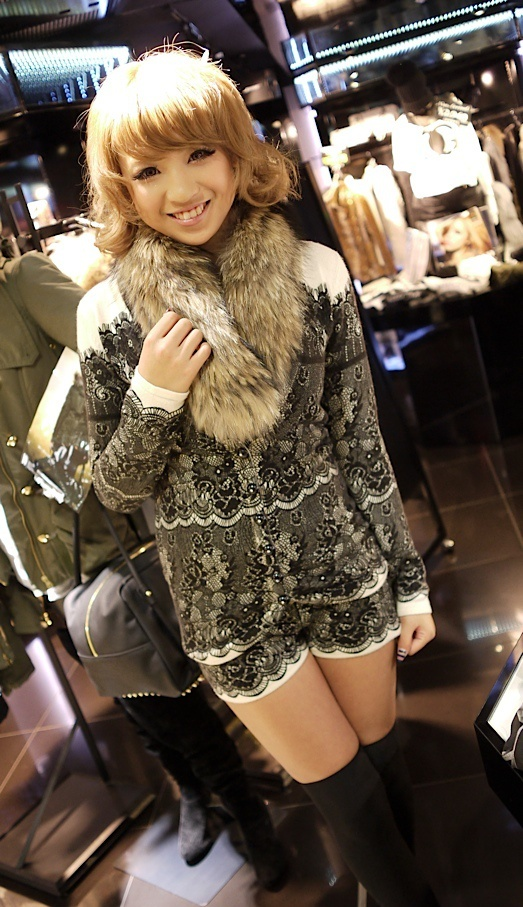
Гяру в одном из магазинов Сибуи в 2010 году

За всё время своего существования внешний вид гяру изменялся стремительными темпами, новые гяру почти ничем не напоминали своих предшественниц десятилетней давности. Всё это время образ гяру менялся от более-менее натурального до радикального, и от радикального до гламурного в конце двухтысячных. Но несмотря на столь радикальные изменения, все они именовали себя гяру, и этот термин оставался доминирующим, несмотря на именование множества отдельных тенденций и стилей.

### Макияж
Макияж, в особенности в области глаз, и уход за волосами являются одним из важнейших элементов в культуре гяру. В отличие от сравнительно сдержанного использования косметики в 1980-х и провокационной манеры 1990-х, макияж гяру в 2010-х стал во многом похож на общие мировые тенденции в этой сфере. Начиная с 2000-х резко выросло количество фирм, предлагающих косметику, созданную специально для гяру, а также возможные вариации продукции. Вместе с тем растёт сложность нанесения макияжа и его влияние на кожу девушек.
Среди косметических средств гяру наиболее известен BB-cream, созданный немецким дерматологом доктором Кристиной Шраммек в 1950-х и вызвавший бум в Юго-Восточной Азии, начиная с 1980-х годов. Причина популярности данного крема у гяру кроется в том, что он помогает коже после различных операций и сильных воздействий вроде тяжёлого загара, а также легко наносится и имеет солнцезащитный эффект. Благодаря широкой рекламе крема разнообразными знаменитостями Южной Кореи и Японии, этот крем стал доминировать на азиатском рынке косметики. Крем стал настолько популярен, что им стали пользоваться и южнокорейские мужчины
.

### Волосы
Гяру уделяют своим волосам большое внимание, так как они являются одним из главных элементов внешности. Волосы редко имеют натуральный цвет; в большинстве случаев гяру красят волосы в жёлтый блонд. Главной целью этого является желание быть похожими на западных поп-звёзд и выделиться среди обычных японских девушек. Сначала, во время зарождения субкультуры, светлый был доминирующим цветом. На 2010-е доминирующими стали оттенки каштанового и русого цветов. Помимо этого, с середины 2000-х стала популярна завивка и кудри, после чего в Японии возросли продажи средств для завивки волос.

## Сленг
Самый известный элемент общения гяру — гяру-модзи (яп. ギャル文字, «алфавит гяру») — стиль написания слов японского языка, японский аналог стиля «leet» для английского языка. Когяру также имеют особый сленг когяруго (コギャル語), важнейший элемент своей культуры. Например, своих парней они называют икэмэн (яп. イケ面 «клёвый чувак»), которые являются тё: каваий (ちょうかわいい — «очень милым»). Сама когяру (гяру-яттэ, «его гяру») покупает гяру-фуку («одежда гяру») в гяру-кэй сёппу («магазин гяру»), если, конечно, она сможет найти что-либо не «по-настоящему супертошнотворное» (ちょうマジでむかつく, тё: мадзи де мукацуку). Гяру часто используют иностранные слова, латинские аббревиатуры японских фраз или просто иностранные окончания без учёта японского синтаксиса. Например, к словам может добавляться суффикс «-ингу» (от англ. -ing), к примеру, гэттингу (яп. ゲッティング, «получать»). Ещё одной особенностью является использование суффикса «-ра». Он означает «как» или «взятый от» и говорит о схожести предмета обсуждения с поп-идолом японских молодых девушек, певицей Намиэ Амуро (из имени которой и был взят суффикс).

## Вариации

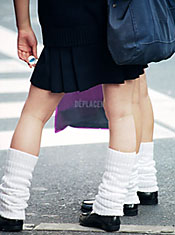
Когяру в гетрах

Самый распространённый вариант образа гяру называется гангуро (яп. 顔黒, вариант — ガン黒, оба значат «чёрное лицо», по мнению исследователей, и «исключительно чёрный» — по мнению гангуро). Гангуро и ямамба настолько широко распространены и известны, что за пределами Японии часто путаются с направлением гяру вообще. Прежде всего гангуро известны своим глубоким загаром, настолько сильным, что их можно спутать с мулатами. Поскольку при таком загаре даже яркий макияж гяру был слабо виден, гангуро начали наносить на глаза яркие белые тени, в связи с чем их начали называть пандами за получившееся соотношение цветов. Вместе с частым перекрашиванием волос в серебряный цвет и удалением ресниц для выразительности глаз это создавало довольно комичный вид, по словам одного из американских журналистов — «практически когяру-франкенштейна с негативом на лице». Но и это был не предел, впоследствии появлялись более радикальные виды гангуро под названием мамба и ямамба, которым японское общество дало прозвище «горные ведьмы». Хотя сам термин гангуро первоначально являлся уничижительным, а сама субкультура часто воспринималась с иронией, гангуро смогли стать в своё время доминирующим направлением гяру. Согласно опросу гяру-журнала Namba в 1990-е, 99,5 % их читательниц тогда были гангуро. Именно гангуро стало тем архетипическим представлением субкультуры, которое потом пародировалось в произведениях японской популярной культуры. В то же время некоторые японские исследователи видели в этом бунт и протест против консерватизма японского общества, многие бывшие гангуро отмечали, что ими двигало в основном желание выделиться.
Те гяру, которые являются ещё школьницами и комбинируют моду гяру со школьной формой, называются когяру (яп. コギャル, сокращение от «старшеклассница» (яп. 高校生 ко:ко:сэй) и гяру). Когяру критикуются чаще других направлений гяру, прежде всего из-за нарушения традиционно строгих правил японской школьной системы и нашумевшей практики эндзё-косай. Один из главных принципов когяру — более свободная и весёлая жизнь, чем у обычных японских школьниц или женщин. Из обычных японских девушек-подростков их выделяет своеобразный дресс-код — более высоко поднятые школьные юбки, свободные носки и культ мобильного телефона, на который часто навешивается множество брелоков и аксессуаров. Постепенно подобная мода стала восприниматься в обществе как «дресс-код распущенности, жадности и глупости», по словам одного журналиста. Когяру во многом влияют на моду для девушек-подростков в Японии, так, с начала 2000-х всё больше и больше модных журналов отталкиваются от них для изучения модных тенденций и приглашают их в качестве моделей.
Несмотря на то, что гяру является женской субкультурой, она имеет и мужские направления, например, такие, как гяруо (яп. ギャル男, ギャルオ, ギャル汚). Основные черты их внешности —  пышные каштановые волосы до плеч и облегающая одежда с V-образным вырезом, за что их часто называют Во (яп. Vo V男). Первоначально мода гяруо находилась под влиянием клубных и хип-хоп-тенденций, но впоследствии, позаимствовав всё больше элементов обычных гяру, стала ощутимо более женственной. Сами по себе гяруо — это смешение мужской молодёжной моды и гяру-стилистики.
Результатом смешения гяру и субкультуры лолит являются так называемые химэ-гяру (яп. 姫ギャル «леди-гяру», «принцесса-гяру»), которые в то же время воспринимаются сугубо как часть субкультуры гяру. Это направление появилось в 2007 году и являет собой желание сочетать образ сказочных принцесс и современной гламурной девушки. Основными элементами химэ-гяру являются платья, в основном розовых тонов, созданные под впечатлением от одежды принцесс из сказок, мультфильмов и кино, а также большие причёски из каштановых кудрявых волос.

## Мир гяру

### Сибуя: магазины и инфраструктура
Хотя японская молодёжная мода появилась и начала развиваться в Харадзюку, дети богатых родителей предпочли дистанцироваться от подобных тенденций к экстравагантным костюмам и сосредоточились вокруг района Сибуя. Начиная с 1988 года, одновременно с кризисом популярности Харадзюку, мода Сибуи начинает зарабатывать огромную популярность и связь с модными домами Европы. Гяру тех мест часто носили дорогие известные бренды, среди которых были Chanel и Louis Vuitton. Среди молодых девушек, многие из которых были дочерьми обеспеченных родителей, культивировались материальная беспечность и накопление богатства. Однако подобная ситуация продолжалась недолго.
Вскоре к гяру из богатых семей присоединились девушки из среднего класса, для которых учебником моды стали модные журналы, а не жизнь в фешенебельных районах. Теперь вид гяру становится более доступным обычным людям, но в то же время и более радикальным. Также изменился и стиль гяруо, который стал более молодёжным, в отличие от раннего образа денди. В это время в Сибуе стали широко популярны разные серебряные украшения и разнообразная мода американского западного побережья, что значительно разбавило традиционную «фешенебельную» моду Сибуи.
«109», «Токю» — крупный универмаг, расположенный в токийском районе Сибуя. Он был открыт ещё в 1979 году и изначально был ориентирован на женщин 30-летнего возраста. Но на данный момент, благодаря наличию множества бутиков и развлекательных заведений, «109» стал очень популярен среди гяру. В 1990-х годах владелец универмага Токю заметил растущую популярность так называемого «стиля гяру Сибуи» и сделал капитальное обновление здания в середине десятилетия, приглашая многочисленные магазины и бренды гяру-одежды арендовать помещения в «109». Впоследствии магазин настолько проник в субкультуру, став для неё культовым местом, что многие девушки из среднего класса приезжали в Токио, чтобы сделать хотя бы немного покупок в нём, так как считалось, что сам факт покупки одежды в универмаге «109» превращает девушку в когяру. В то же время «109» превратился из закрытой части субкультуры в доступную всем, у кого были деньги. Таким образом, коммерция постепенно проникала в гяру, создав к концу 2000-х множество брендов, удовлетворяющих потребности гяру.

### Журналы
Ведущими журналами, созданными для гяру, являются Ranzuki, Popteen, Happie Nuts и Egg. В большинстве случаев у подобных журналов есть свои модели, которые регулярно фотографируются для них. Журнал Egg является безоговорочным лидером в данной области. Он начал выпускаться в 1995 году и оказал огромное влияние на когяру и простых школьниц. Подобные журналы играют огромную роль в субкультуре, первые гяру настолько сильно доверяли подобным изданиям и выполняли их рекомендации по моде, что некоторые журналисты назвали их «рабами модных журналов». В то время количество приверженцев культуры гяру всё увеличивалось и увеличивалось, но издательские дома не спешили обращать на них внимание, пока в 1994 и 1995 годах не появились журналы Street News и Kawaii соответственно. Хотя последний смог прочно укрепиться в качестве важного источника информации, самым главным изданием для гяру стал журнал Egg, начавший своё шествие в августе 1995 года с лозунгом «Станьте дикими и сексуальными!». Первоначально его целевой аудиторией были завсегдатаи ночных клубов и пляжей, но редактор журнала Ёхэхара Ясумаса, всегда восхищавшийся красотой гяру, отправился с фотоаппаратом в Сибую и сделал ряд раскрепощённых фотографий гяру, после чего опубликовал их в журнале. Уже к 1997 году Egg полностью переквалифицируется в журнал для гяру, и в апреле того же года этот переход проходит официально.
Другой журнал, Popteen (яп. ポップティーン), впервые вышел 1 октября 1980 года. Этот журнал одним из первых начал продвигать образ сексуальной и уверенной в себе девушки. У Popteen также есть своя «старшая сестра», журнал PopSister. Его основная аудитория — девушки в возрасте от 14 до примерно 25.
Ranzuki впервые вышел в 2000 году под названием Ranking Daisuki (яп. ランキング大好き рейтинг любви). Журнал выпускается издательством Bunka-sha Publishing & Co и ориентирован в основном на девушек-подростков. Большинство моделей журнала использует тёмный загар, помимо этого, множество статей Ranzuki посвящено вещам из универмага «109» в Сибуе. Моделей Ranzuki называют R-models.
Другим популярным у гяру журналом является Happie nuts (яп. ハピーナッツ хаппи: натцу); как и Popteen, этот журнал популяризировал сильный загар и модный, свободный стиль жизни для современных молодых девушек и подростков. Аудитория издания в 2010 году — 20-летние девушки, ведущие образ жизни гяру.

## Критика
Когяру, как и гяру, подвергаются жёсткой критике со стороны СМИ, родителей, педагогов и властей. Например, в СМИ когяру обвиняются в показном потреблении и занятиях проституцией, а гяру в целом осуждаются за материализм, в котором критики видят душевную пустоту современной японской молодёжи. Когяру также критикуются за «паразитический» образ жизни, называемый в Японии парасайто сингуру. Также гяру подвергаются критике за отношение к своим детям во взрослом возрасте. Об этом писало издание «Shukan Bunshun», цитируя книгу, написанную Юки Исикавой, где вводится термин «матери-монстры» в отношении бывших когяру. В частности, приводятся такие примеры влияния аспектов жизни когяру на их взрослую жизнь, как избиение гяру своих детей — молодая мать не видит в этом ничего плохого, потому что её родители сами били её в детстве. По мнению автора, за всей этой грубостью скрывается сильная депрессия.
Одно из направлений гяру — гангуро — становится объектом критики прежде всего за загар. Например, некоторые СМИ сравнивают их с горными ведьмами из народного фольклора. Это, по словам автора книги о хип-хоп культуре Японии Иэна Кондри, является пережитком идеологии западных империалистов, чьё влияние на Японию было огромно в период Мэйдзи. По его мнению, в этом и нужно искать причину неприятия японским обществом «чёрной» японской молодёжи.
В то же время сами гяру и некоторые исследователи утверждают, что общественное мнение о когяру в большей мере создано их одеждой, а не самими девушками, и СМИ в некотором смысле «демонизировали» имидж когяру и уже априори критикуют тех, кто носит подобную одежду. Одна когяру сказала в интервью:
Мне жаль, что я училась в средней школе в это время. С нынешним взглядом на когяру в Японии они не видят меня саму, а видят только когяру во мне. Как те, которых ругают по ТВ или в газетах
Также в защиту гяру некоторые исследователи отмечают, что они положительно влияют на развитие современной гламурной культуры.

### Оценка в зарубежных странах
29 сентября 2009 года на телеканале Fuji TV вышел выпуск программы Mezamashi TV, который рассматривал популярность гяру-культуры и тенденций района Сибуя вообще за рубежом. Авторы сделали вывод, что наиболее способствует популяризации гяру Интернет, он привлекает многих молодых иностранцев приезжать и делать покупки в Сибуе. Этой же теме был посвящён выпуск программы Tokyo Kawaii TV, вышедшей 25 марта 2010 года.
После исследования статьи «6 наиболее безумных японских субкультур» на одном[каком?] из популярных американских интернет-ресурсов в японском журнале MONEYzine был сделан вывод, что многим европейцам макияж гяру кажется смешным, эксцентричным и странным в целом. По словам журналистов, они не смогли понять, нравится это американцам или нет. В то же время, согласно репортажу британского телеканала «Би-би-си», в Британии много поклонников моды гяру, которые также готовы одеваться в соответствии с подобными тенденциями.
По мнению исследователей японской поп-культуры, гангуро является протестом против традиционных японских представлений о женской красоте. Это ответ на длительную социальную изоляцию Японии и консервативные правила в японских школах. В то же время многие молодые японки хотели быть похожими на загорелых девушек из Калифорнии, которых они видели в американских фильмах или музыкальных хип-хоп-клипах. По этим причинам СМИ негативно воспринимают гангуро, как и всю гяру-моду в целом. Их часто считают сумасшедшими и неразборчивыми в половых связях или даже сравнивают с горными ведьмами из японского фольклора.

## Гяру в популярной культуре и медиа
Как результат своих специфической репутации и восприятия в японском обществе, гяру ещё со времён своего появления в 90-х стали популярным эротическим архетипом ориентированных на мужчин японских медиа. В таких работах гяру, как правило, изображается в виде необычайно сексуально привлекательной и опытной девушки, которая противопоставляется подчёркнуто неопытному и стеснительному «обычному парню», выступающему в роли аватара аудитории. Ярким примером работы, которая эксплуатирует подобного рода фантазии, можно назвать романтическую мангу и аниме «Hajimete no Gal», чей сюжет прямо высмеивал ожидания от гяру как от сексуально распущенных девушек. Этот образ широко эксплуатируется и в японской порноиндустрии, где посвящённый стереотипным фантазиям о гяру бренд SOD Garson считается одним из лидеров индустрии.
В целом, в японской поп-культуре гяру часто выступают в роли японского эквивалента «девушки из долины», что можно увидеть в таких аниме и манга, как «Danberu Nan Kiro Moteru?», «Oshiete! Galko-chan» и «Citrus». Хотя многие из них так или иначе стараются развенчать образ гяру как глупых и распущенных девушек, показав их чистое простодушие и доброе сердце, высокая сексуализированность их образа практически всегда остаётся неизменной. Ярким примером этого можно назвать эротическую мангу «Hagure Idol Jigoku-hen», чей сюжет посвящён тому как гяру Мисора Хаэбара постепенно приходит к осознанию своего огромного либидо и бисексуальных наклонностей во время отстаивания своих моральных принципов в индустрии развлечений для взрослых.
В одном контексте с гяру в культуре также часто поднимается практика эндзё-косай. В компьютерной игре Yakuza главный герой Кирю спасает дочь своего знакомого, которую обманом заставил заняться эндзё-косай её парень. В кинематографе одним из самых известных фильмов, посвящённых этой теме, является драма «Мои дождливые дни», вышедшая на экран в 2009 году с популярной японской моделью Нодзоми Сасаки в главной роли. Главная героиня этого фильма — когяру Рио Айдзава — занимается эндзё-косай вместе со своими подругами, чтобы «заработать» на богатую и роскошную жизнь. В первой части фильма Рио показана с негативной стороны, и, по её словам, в то время её интересовали только те люди, кого она могла использовать. Но по ходу действия фильма героиня влюбляется в молодого преподавателя истории и ради любви сознательно начинает свою жизнь с чистого листа, исправив почти все свои ошибки. Некоторые критики похвалили фильм за новаторство и наличие действительно интересных моментов, в то же время отметив, что фильм всё равно содержит некоторые клише этого жанра, такие как изнасилование и самоубийство.